# Seborrhö
Seborrhö, auch Seborrhoe, Hyperseborrhö, Hyperseborrhoe, korrekt Seborrhoea (lateinisch sebum „Talg“ und altgriechisch ῥοή „Fluss“; daraus „Talgfluss“), ist ein medizinischer Begriff für die Überproduktion von Hautfetten durch die Talgdrüsen. Der Begriff bezeichnet ein Symptom und sagt für sich alleine genommen nichts über die zugrunde liegende Ursache aus. Auch die Funktion der Schweißdrüsen ist mitzuberücksichtigen, da es ohne entsprechende Durchfeuchtung der Haut zu einer Verhinderung des Talgflusses und damit letztlich zu einer Sebostase käme.

## Symptomatische Seborrhö
Das sog. „Salbengesicht“ bei der Parkinson-Krankheit ist Folge einer Seborrhö, die sich mit ausreichender Behandlung der Grundkrankheit meist wieder normalisiert. Andere Erkrankungen, die mit einer Seborrhö einhergehen, sind die Akromegalie, Phenylketonurie und Thyreotoxikose.

## Formen
Formen der Seborrhö sind:
- Seborrhoea adiposa
- Seborrhoea capillitii
- Seborrhoea capitis
- Seborrhoea desquamativa neonatorum
- Seborrhoea oleosa
- Seborrhoea sicca

Als Seborrhoea oleosa wird das klinische Bild mit „fettiger Haut“ und „fettigen Haaren“ bezeichnet, das meist mit Beginn der Pubertät auftritt, sich in der Regel im Verlauf des dritten Lebensjahrzehnts wieder zurückbildet und als kosmetisches Problem wahrgenommen wird. Ebenso wie die Hautveränderungen durch die Akne wird die hormonelle Umstellung in diesem Lebensalter als ursächlich betrachtet. Dementsprechend sind die Möglichkeiten zur therapeutischen Einflussnahme auf diese individuell unterschiedlich ausgeprägte Reaktion der Haut gering. Bevorzugte Körperareale sind die behaarte Kopfhaut sowie Stirn, Nase, Nasen-Lippen-Falte, Augenlider und Nacken, Achselhöhlen sowie vordere und hintere Schweißrinne. Diese Hautbereiche werden auch als seborrhoische Hautareale bezeichnet.

## Verwandte Störungen
Das Adjektiv seborrhoisch kommt im Zusammenhang mit verschiedenen dermatologischen Begriffen vor. Zu nennen sind:
- Seborrhoisches Ekzem
- Seborrhoische Psoriasis
- Seborrhoische Warze

## Sonderformen
Der Pemphigus seborrhoicus, auch Pemphigus erythematosus, ist eine chronische, aber mildere Verlaufsform des Pemphigus foliaceus; eine blasenbildende Autoimmunerkrankung, die auf die seborrhoischen Areale der Haut, besonders im Gesicht, beschränkt bleibt und bei der das Nikolski-Zeichen nicht oder nur schwer auslösbar ist. Im Serum lassen sich meist antinukleäre Antikörper (ANA) nachweisen.